# Joseph Leonhard Banniza von Bazan
Joseph Leonhard Banniza von Bazan (* 29. März 1733 in Würzburg; † 20. Dezember 1800 in Innsbruck) war ein österreichischer Jurist.

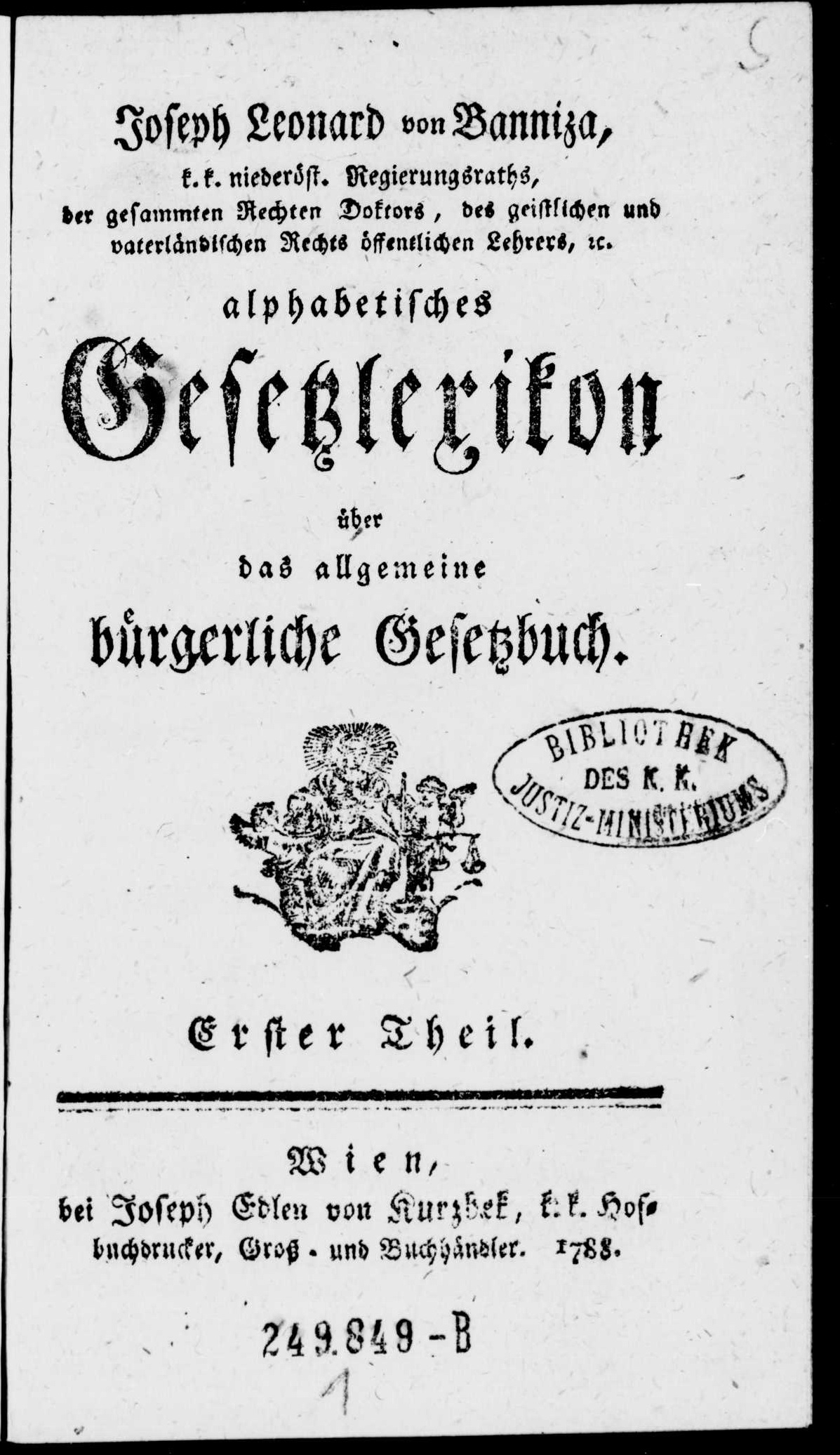
Alphabetisches Gesetzlexikon über das allgemeine bürgerliche Gesetzbuch, 1788

## Leben
Er studierte in Würzburg und ging 1755 mit seinem Vater Johann Peter Banniza von Bazan (1707–1775) nach Wien, wo er zum Dr. jur. promovierte. Von 1760 bis 1768 übte er ein provisorisches Lehramt des geistlichen Rechts an der Universität Wien aus. 1762 erhielt er dort die ordentliche Professur des gemeinen und besonderen österreichischen Processes. Im Jahre 1768 wurde er an der Universität Innsbruck Professor des bürgerlichen und peinlichen Rechts, 1782 des geistlichen und vaterländischen Rechts. In Innsbruck war er Dekan der juristischen Fakultät und Rektor. Er verfasste rechtswissenschaftliche Schriften, die besonders das Zivil- und Kriminalrecht behandeln.
Sein Bruder Ignaz Banniza wurde am 30. Januar 1794 in den österreichischen Ritterstand erhoben.

## Publikationen
- Johann Thomas von Trattner (Hrsg.): Triga disquisitionum ex iure naturae. Wien 1758 (Latein, Online [abgerufen am 27. Mai 2020]).
- Johann Thomas von Trattner (Hrsg.): Disquisitio ex iure germanico de utilitate atque necessitate studii iuris Germanici civilis communis. Wien 1760 (Latein, Online [abgerufen am 27. Mai 2020]).
- Georg Ludwig Schulz (Hrsg.): Delineatio iurisprudentiae naturalis. Wien 1762 (Latein, Online [abgerufen am 27. Mai 2020]).
- Georg Ludwig Schulz (Hrsg.): Disquisitio de analogia iuris Germanici civilis communis, cum iure provinciali Austriaco, Hungarico, Bohemico, Moravico et Tirolensi. Wien 1761 (Latein, Online [abgerufen am 27. Mai 2020]).
- Leopold Johann Kaliwoda (Hrsg.): Disquisitio de analogia iuris germanici civilis communis et provincialis Austriaci quoad successionem. Wien 1765 (Latein, Online [abgerufen am 27. Mai 2020]).
- Johann Thomas von Trattner (Hrsg.): Vollständige Abhandlung von den sämmtlichen österreichischen Gerichtsstellen. Wien 1767 (Latein, Online [abgerufen am 27. Mai 2020]).
- Delineatio iuris criminalis secundum constitutionem Theresianum et Carolinam, 1771, 1773.
  - Johann Thomas von Trattner (Hrsg.): Delineatio iuris criminalis secundum Constitutionem Carolinam ac Theresianam. Innsbruck 1771 (Latein).
  - Johann Thomas von Trattner (Hrsg.): Delineatio iuris criminalis secundum Constitutionem Carolinam ac Theresianam. Innsbruck 1773 (Latein, Online [abgerufen am 27. Mai 2020]).
- Johann Thomas von Trattner (Hrsg.): Disquisitio de tortura. Wien 1774 (Latein, Online [abgerufen am 27. Mai 2020]).
- Disquisitiones iuris plani ac controversi Pandectarum ad. J. G. Heineccii Elementa iuris civilis, 1780–82.
- Gründliche Anleitung zu dem allgemeinen bürgerlichen Gesetzbuche, 1787.
- Joseph Edlen von Kurzbek (Hrsg.): Alphabetisches Gesetzlexikon über das allgemeine bürgerliche Gesetzbuch. Wien 1788 (Online [abgerufen am 27. Mai 2020]).

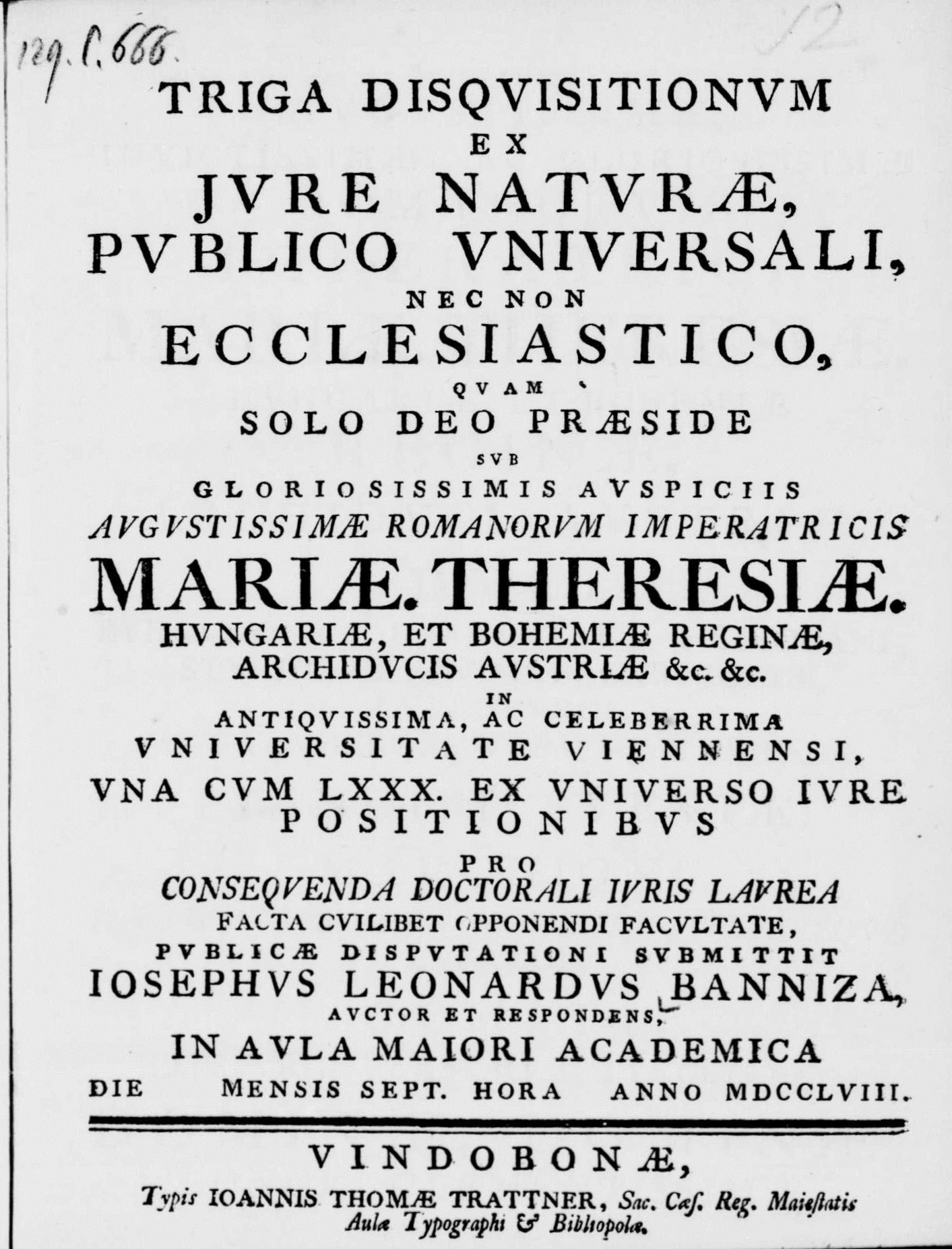
Triga disquisitionum ex iure naturae, 1758
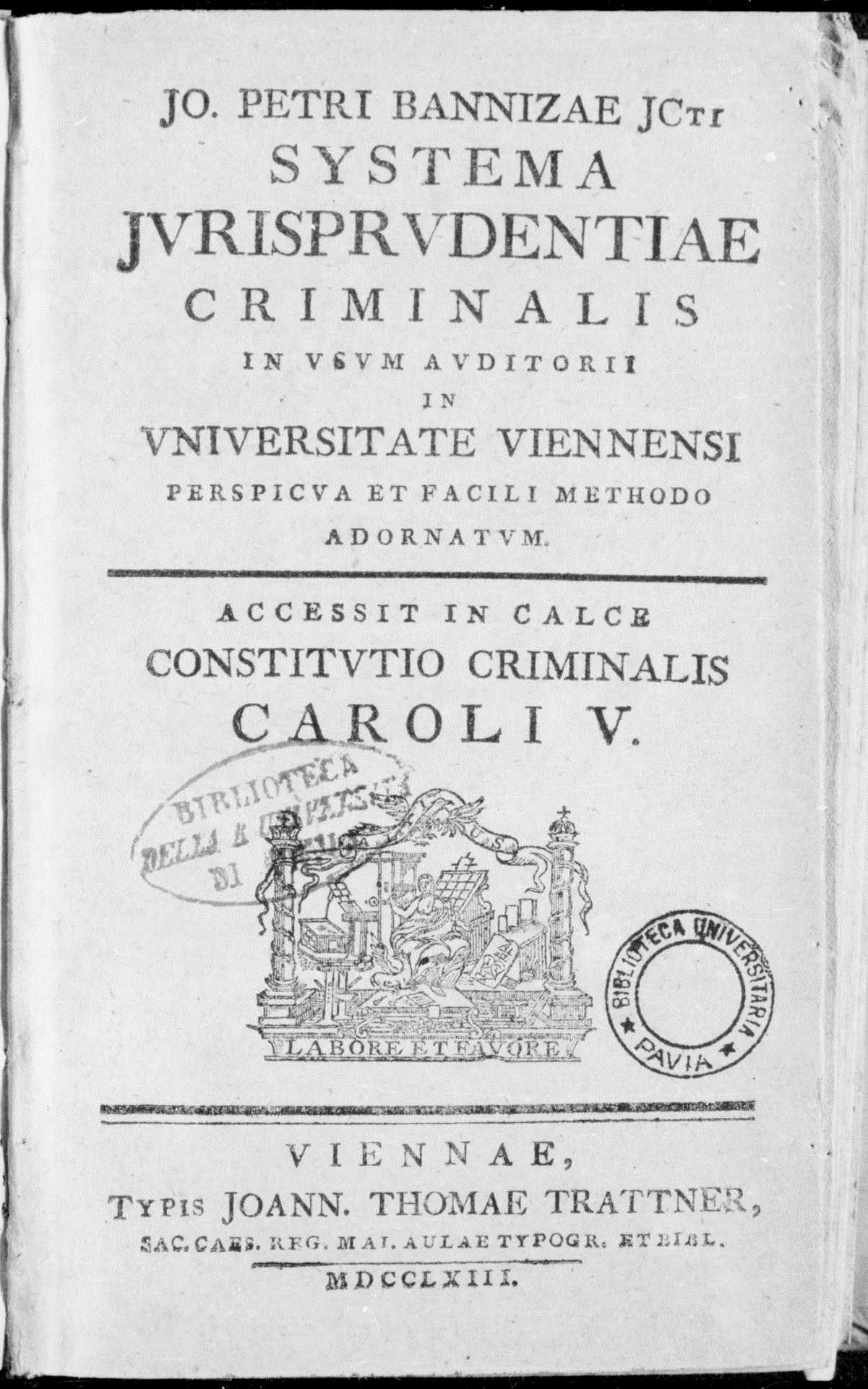
Systema iurisprudentiae criminalis, 1763